# Afrolarcus angulatus
Afrolarcus angulatus är en insektsart som först beskrevs av Hancock, J.L. 1910.  Afrolarcus angulatus ingår i släktet Afrolarcus och familjen torngräshoppor. Inga underarter finns listade i Catalogue of Life.